# Zamachy w Mumbaju (2008)

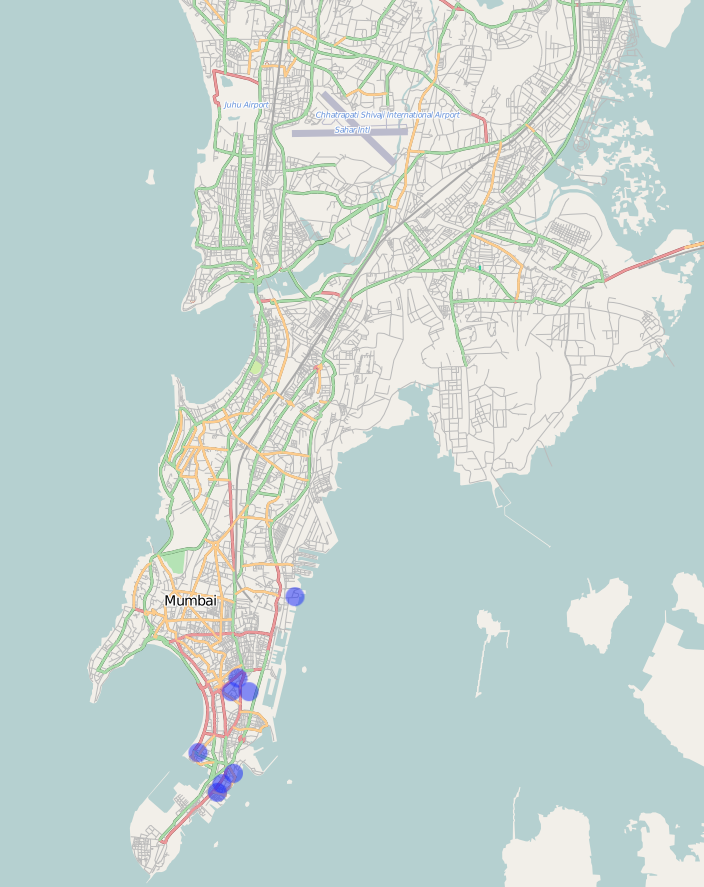
Mapa miejsc ataku, które są zaznaczone niebieskimi kropkami

Zamachy terrorystyczne w Mumbaju – seria ataków terrorystycznych, które miały miejsce 26–29 listopada 2008. W serii 10 zamachów zginęło 175 osób (w tym 9 zamachowców), 293 zostało rannych, część gości dwóch wielkich hoteli i oddzielnego centrum kultury żydowskiej Nariman House została zakładnikami zamachowców. 

## Okoliczności zamachów
Zamachy miały miejsce w dziewięciu południowych punktach miasta: na dworcu kolejowym Chhatrapati Shivaji, w restauracji Leopold Café, w wielkich hotelach Taj Mahal i Oberoi, w dokach portowych, na komisariacie głównym dla południowego Mumbaju, na plaży, w szpitalu Cama oraz w miejscowym centrum kultury żydowskiej Nariman House. Zamachowcy użyli między innymi karabinów AK oraz granatów i podobno przybyli z morza. Dodatkowo miała miejsce eksplozja bomby w taksówce w pobliżu portu lotniczego, w północnej dzielnicy Mumbaju Vile Parle, ale nie ustalono jej powiązania z pozostałymi zamachami.
W hotelu Taj Mahal Palace wybuchł pożar. W czasie zamachu w hotelu znajdowali się przedstawiciele Parlamentu Europejskiego, w tym Polak – Jan Masiel. Ranny został jeden z nich – Ignasi Guardans.
Z informacji podanych przez agencję AP wynika, że jedną z ofiar śmiertelnych jest szef mumbajskiej jednostki antyterrorystycznej Hemant Karkare. Ponadto w wyniku zamachu na komisariat policji w południowym Mumbaju zginęło czterech innych funkcjonariuszy zajmujących wysokie stanowiska.
Natomiast w mumbajskim hotelu Oberoi hinduscy komandosi uwolnili siedmiu zakładników. Wśród uwolnionych był jeden z Polaków przetrzymywanych przez terrorystów. Wcześniej siłom hinduskim udało się uwolnić dwóch obcokrajowców z hotelu Taj Mahal. Za zamachem stało pakistańskie ugrupowanie Laszkar-i-Toiba. Indie oskarżyły pakistański rząd i wywiad ISI, że współpracował z rebeliantami podczas przygotowań do szturmu na Mumbaj. Minister spraw zagranicznych Pakistanu Shah Mehmood Qureshi powiedział, że jest zaszokowany i przerażony wydarzeniami w Mumbaju. Prezydent Asif Ali Zardari w odpowiedzi na zarzuty strony hinduskiej dotyczące odpowiedzialności elementów z Pakistanu za zamachy stwierdził, że niepaństwowe czynniki chciały narzucić rządowi swój plan działania. Dodał również, że jest zszokowany tą tragedią.
Pięciu zakładników w Nariman House znaleziono zastrzelonych po jego odbiciu 28 listopada 2008, w tym rabina Gawri’ela No’acha Holtzberga, przywódcę ortodoksyjnych żydów w Mumbaju oraz jego żonę Riwkę.

## Miejsca ataków
| Miejsce                                  | Typ ataku                                                         |
| ---------------------------------------- | ----------------------------------------------------------------- |
| Chhatrapati Shivaji Terminus             | strzelanina, granaty                                              |
| Komisariat policji na południowy Mumbaj  | strzelanina                                                       |
| Leopold Cafe, Colaba                     | strzelanina, granaty                                              |
| Hotel Taj Mahal Palace                   | strzelanina i eksplozja 6 bomb, pożar                             |
| Hotel Trident Oberoi                     | strzelanina i eksplozja, pożar                                    |
| doki Mazagaon                            | eksplozja                                                         |
| Centrum kultury żydowskiej Nariman House | strzelanina                                                       |
| Szpital Cama                             | strzelanina                                                       |
| Plaża Girgaum Chowpatty                  | strzelanina                                                       |
| Dzielnica Vile Parle, północny Mumbaj    | eksplozja samochodu (powiązanie z zamachami nie zostało ustalone) |

## Ofiary śmiertelne i ranni
| Państwo           | Zabici |
| ----------------- | ------ |
| Indie             | 141    |
| Stany Zjednoczone | 6      |
| Izrael            | 4      |
| Niemcy            | 3      |
| Australia         | 2      |
| Francja           | 2      |
| Kanada            | 2      |
| Holandia          | 1      |
| Japonia           | 1      |
| Jordania          | 1      |
| Malezja           | 1      |
| Mauritius         | 1      |
| Meksyk            | 1      |
| Singapur          | 1      |
| Tajlandia         | 1      |
| Wielka Brytania   | 1      |
| Włochy            | 1      |
| Brak danych       | 5      |
| Razem             | 175    |